# Kim Andersson
Kim Verner Andersson (* 21. August 1982 in Kävlinge, Schweden) ist ein ehemaliger schwedischer Handballspieler.

## Karriere
Andersson galt Anfang der 2000er als eines der größten Talente im rechten Rückraum des schwedischen Handball. Der heftig umworbene Spieler unterschrieb bereits im Frühjahr 2003 einen Dreijahresvertrag beim THW Kiel. Kim Andersson konnte sich aussuchen, wann er seinen damaligen Club IK Sävehof verlassen wollte. Für seine persönliche Weiterentwicklung blieb er eine weitere Saison in Sävehof. 2005 wechselte Kim Andersson zum THW. Mit den Zebras gewann er dreimal die EHF Champions League, sechsmal die deutsche Meisterschaft, fünfmal den DHB-Pokal und viermal den DHB-Supercup. Nach einer Knieoperation im April 2010 musste Kim Andersson eine achtmonatige Pause einlegen und kam erst wieder im Dezember 2010 zum Einsatz. Im Sommer 2012 war ein Wechsel zum dänischen Verein AG København vorgesehen. Nachdem dieser jedoch im Juli 2012 nach dem Rückzug des Großinvestors Jesper Nielsen Insolvenz anmelden musste und Andersson vereinslos war, schloss er sich im August 2012 KIF Kolding an. Seit der Saison 2015/16 steht er beim schwedischen Erstligisten Ystads IF HF unter Vertrag. Nach der Saison 2024/25 beendete Andersson seine Karriere und übernahm das Co-Traineramt von Ystads IF HF.
Sein Debüt in der schwedischen Nationalmannschaft gab Andersson am 18. Juni 2001 gegen Griechenland. Seitdem kam er 240 mal zum Einsatz und erzielte 824 Tore. Bei den Olympischen Spielen 2012 in London gewann er mit dem schwedischen Team die Silbermedaille und wurde in das All-Star-Team gewählt. Weiterhin nahm er an den Olympischen Spielen 2016 in Rio de Janeiro teil.
Andersson war bei den Olympischen Spielen 2024 bei Handballspielen als TV-Experte für Warner Bros. Discovery tätig.

## Privates
Kim Andersson ist verheiratet und hat drei Kinder.

## Erfolge

### Verein
- Deutscher Meister 2006, 2007, 2008, 2009, 2010 und 2012
- DHB-Pokalsieger 2007, 2008, 2009, 2011 und 2012
- DHB-Supercup-Gewinner 2005, 2007, 2008 und 2011
- Champions-League-Sieger 2007, 2010 und 2012
- Super-Globe-Sieger 2011
- Schwedischer Meister 2004 und 2005 mit Sävehof sowie 2022 und 2025 mit Ystads
- Dänischer Meister 2014 und 2015 mit Kolding
- Spieler der Saison 2011/2012[9]

### Nationalmannschaft
- Silbermedaille bei den Olympischen Sommerspielen 2012 in London
- Supercup-Gewinn 2005
- bester rechter Rückraumspieler bei der EM 2008 und den Olympischen Spielen 2012

### Junioren
- Junioren-Weltmeister 2003
- Bester Spieler Junioren-WM 2003

### Auszeichnungen
- Schwedens Handballer der Saisons 2006/07, 2007/08 und 2011/12[10]
- All-Star-Team der Olympischen Spiele 2012

## Saisonbilanzen
| Saison          | Verein          | Spielklasse     | Spiele | Tore | Feldtore | 7-Meter |
| --------------- | --------------- | --------------- | ------ | ---- | -------- | ------- |
| 2001/02         | IK Sävehof      | Handbollsligan  | 35     | 165  | 125      | 40      |
| 2002/03         | IK Sävehof      | Handbollsligan  | 36     | 220  | 196      | 24      |
| 2003/04         | IK Sävehof      | Handbollsligan  | 26     | 161  | 135      | 26      |
| 2004/05         | IK Sävehof      | Handbollsligan  | 23     | 146  | 143      | 3       |
| 2005/06         | THW Kiel        | Bundesliga      | 34     | 144  | 134      | 10      |
| 2006/07         | THW Kiel        | Bundesliga      | 34     | 221  | 201      | 20      |
| 2007/08         | THW Kiel        | Bundesliga      | 31     | 145  | 139      | 6       |
| 2008/09         | THW Kiel        | Bundesliga      | 31     | 152  | 152      | 0       |
| 2009/10         | THW Kiel        | Bundesliga      | 25     | 110  | 109      | 1       |
| 2010/11         | THW Kiel        | Bundesliga      | 13     | 24   | 24       | 0       |
| 2011/12         | THW Kiel        | Bundesliga      | 33     | 135  | 135      | 0       |
| 2012/13         | KIF Kolding     | Håndboldligaen  | 34     | 141  | 141      | 0       |
| 2013/14         | KIF Kolding     | Håndboldligaen  | 0      | 0    | 0        | 0       |
| 2014/15         | KIF Kolding     | Håndboldligaen  | 23     | 62   | 62       | 0       |
| 2015/16         | Ystads IF HF    | Handbollsligan  | 36     | 132  | 132      | 0       |
| 2016/17         | Ystads IF HF    | Handbollsligan  | 37     | 178  | 178      | 0       |
| 2017/18         | Ystads IF HF    | Handbollsligan  | 32     | 123  | 123      | 0       |
| 2018/19         | Ystads IF HF    | Handbollsligan  | 34     | 134  | 134      | 0       |
| 2019/20         | Ystads IF HF    | Handbollsligan  | 29     | 90   | 90       | 0       |
| 2020/21         | Ystads IF HF    | Handbollsligan  | 29     | 93   | 86       | 7       |
| 2021/22         | Ystads IF HF    | Handbollsligan  | 27     | 105  | 83       | 22      |
| 2022/23         | Ystads IF HF    | Handbollsligan  | 31     | 101  | 80       | 21      |
| 2023/24         | Ystads IF HF    | Handbollsligan  | 30     | 67   | 67       | 0       |
| 2024/25         | Ystads IF HF    | Handbollsligan  | 6      | 4    | 4        | 0       |
| Handbollsligan  | Handbollsligan  | Handbollsligan  | 411    | 1719 | 1576     | 143     |
| Håndboldligaen  | Håndboldligaen  | Håndboldligaen  | 57     | 203  | 203      | 0       |
| Bundesliga      | Bundesliga      | Bundesliga      | 201    | 931  | 894      | 37      |
| Karriere gesamt | Karriere gesamt | Karriere gesamt | 669    | 2853 | 2673     | 180     |

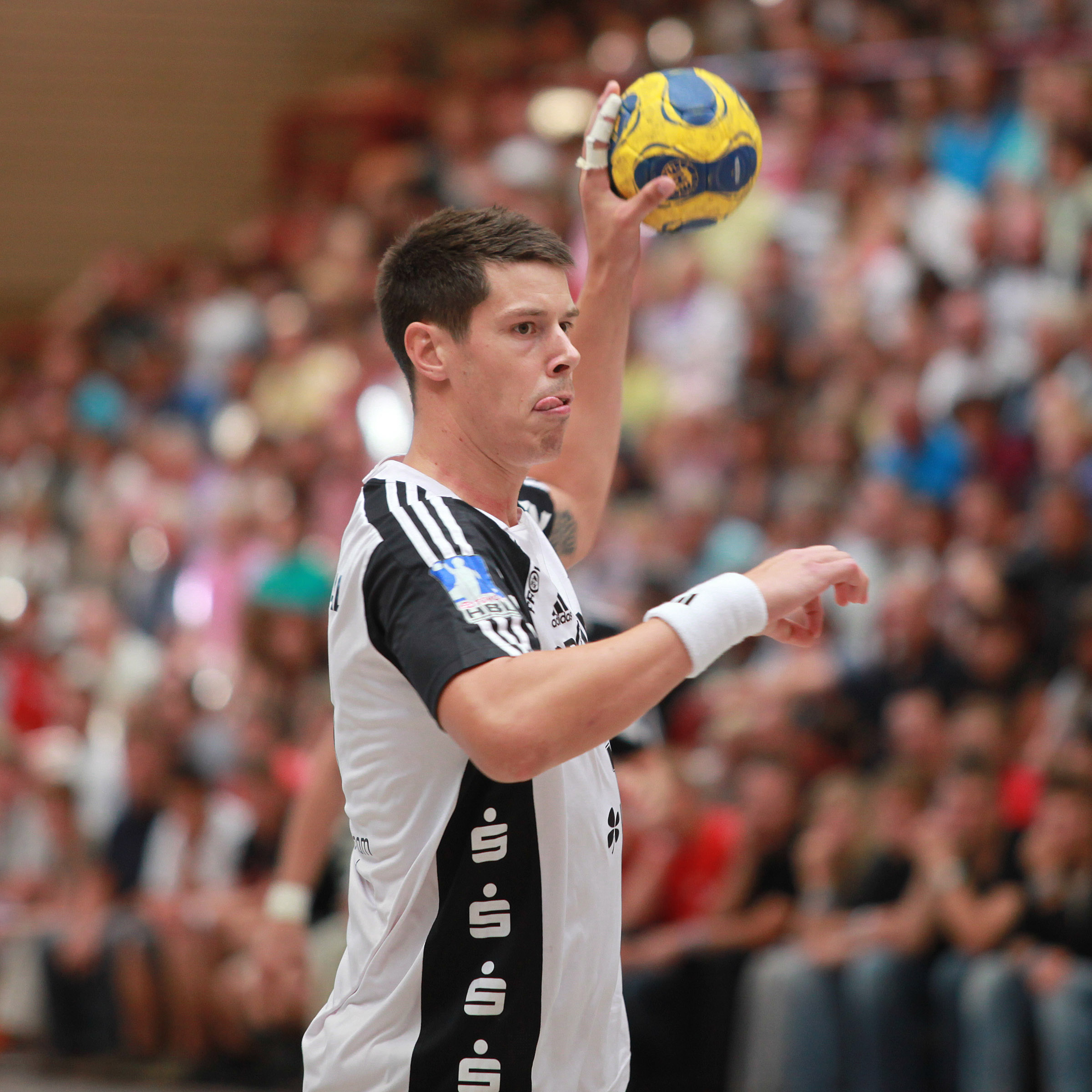
Kim Andersson beim Siebenmeterwurf
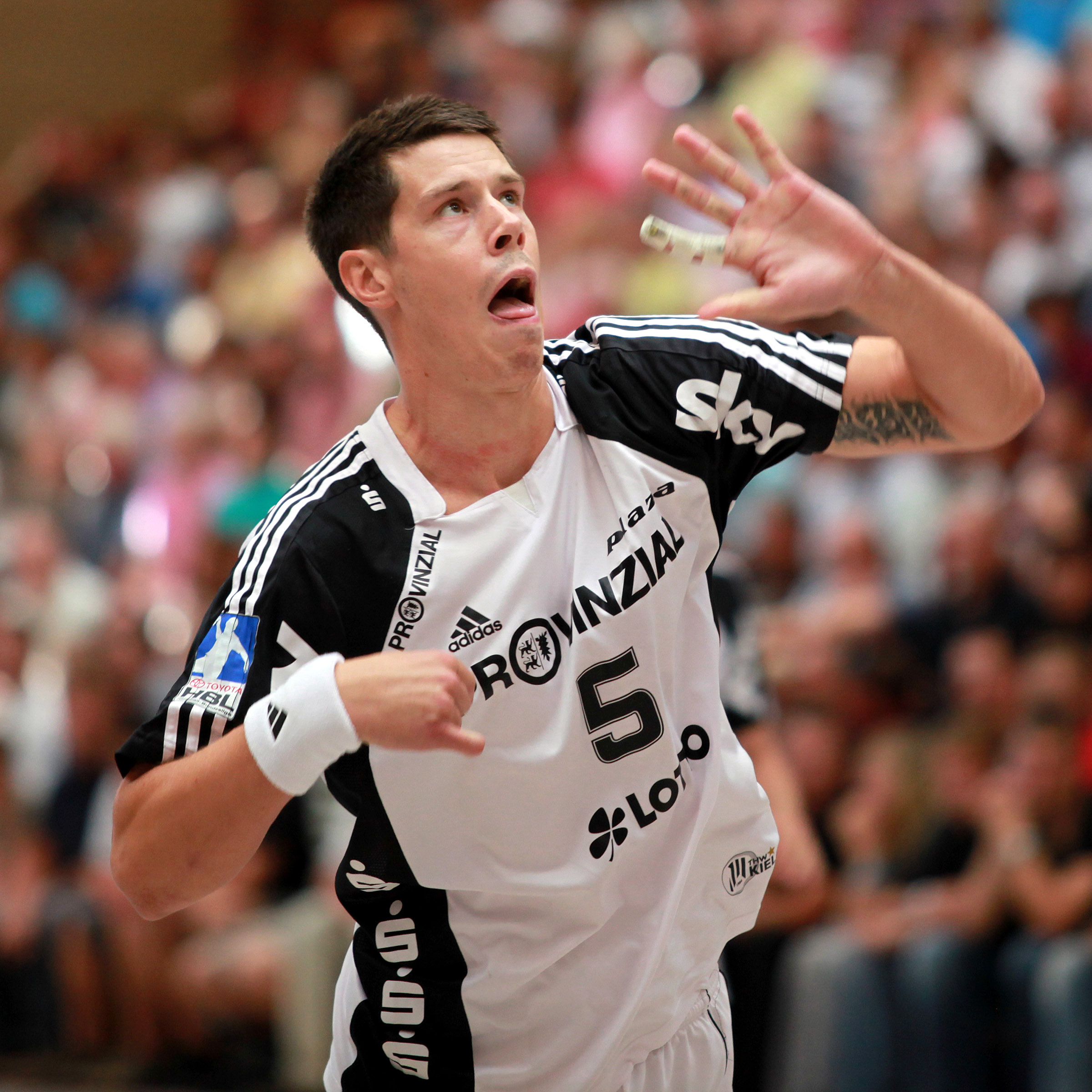
Kim Andersson beim Siebenmeterwurf (Fehlwurf)
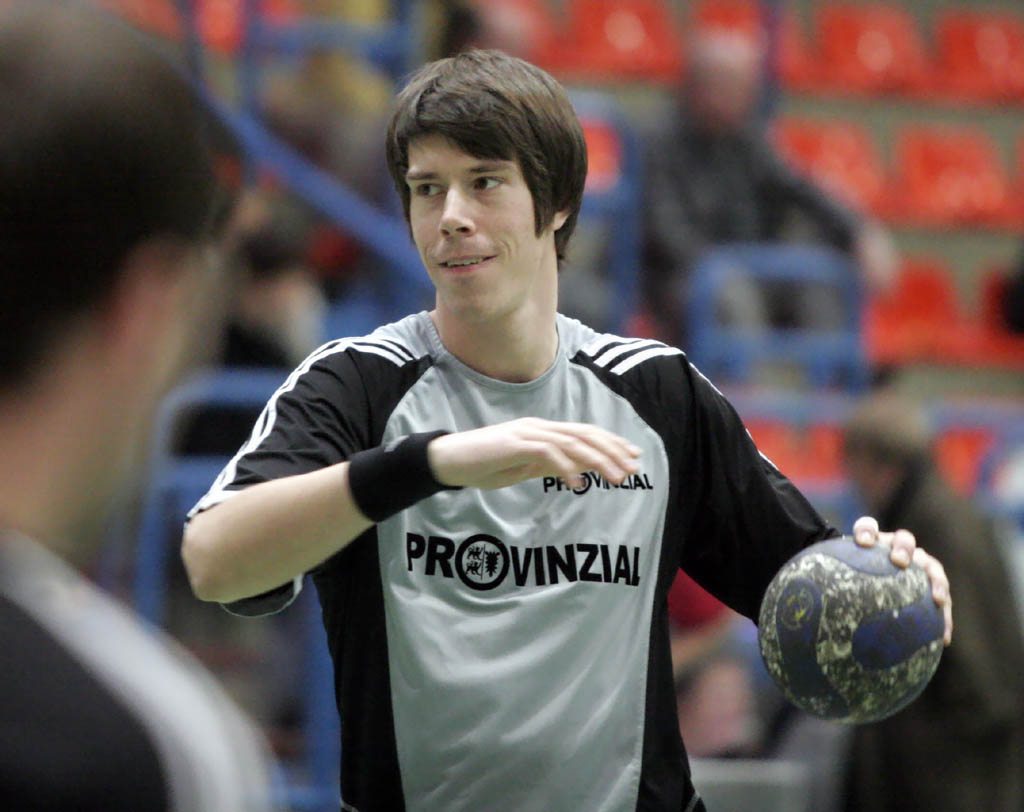
Kim Andersson am 30. Dezember 2006
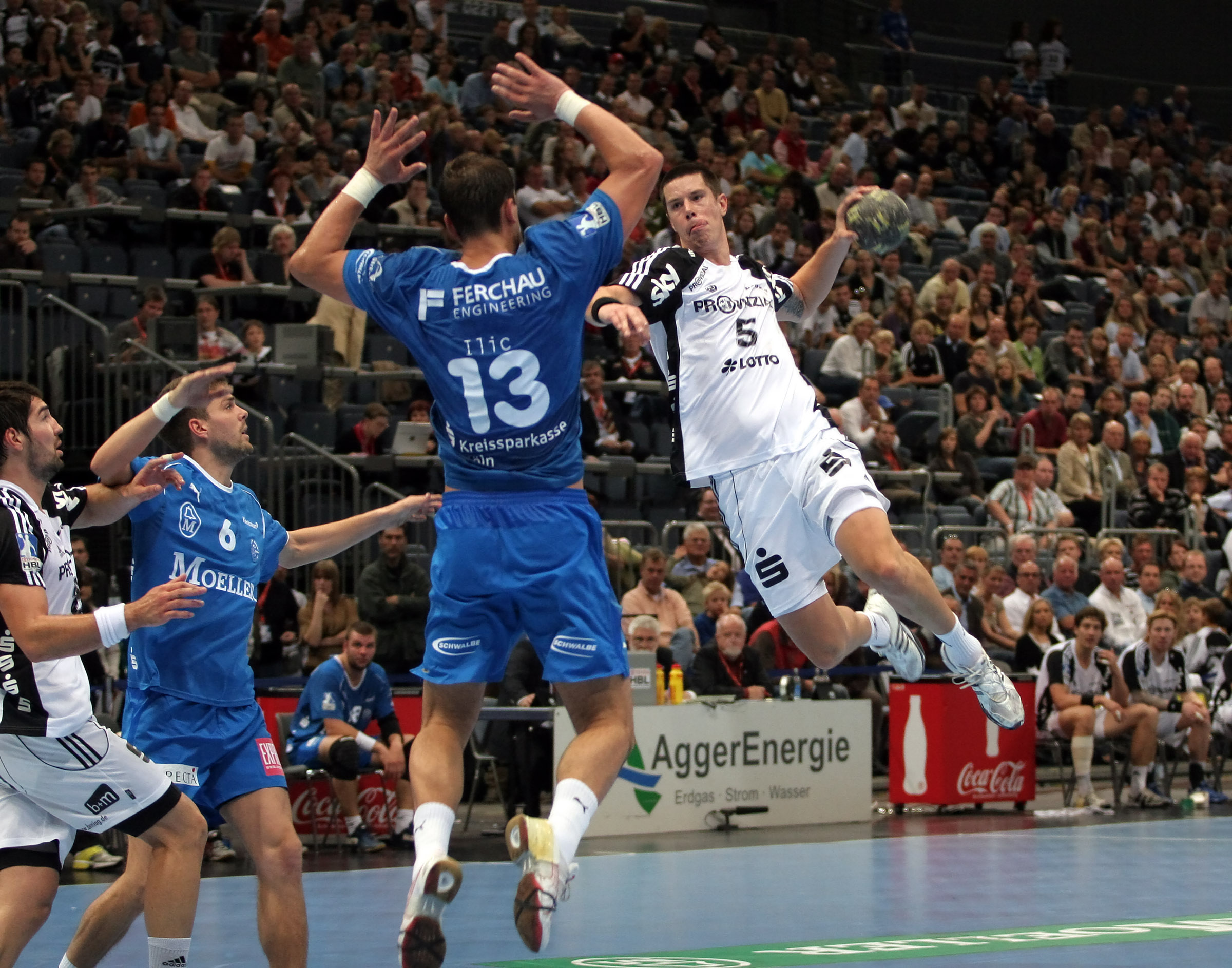
Kim Andersson am 27. September 2008 in einem Bundesligaspiel